# كازوهيتو ساكاي
كازوهيتو ساكاي (باليابانية: 栄和人؛ بالكانا: さかえ かずひと) هو مصارع رياضي ياباني، ولد في 19 يونيو 1960 في Amami Islands ‏ في اليابان.

## وصلات خارجية
- كازوهيتو ساكاي على موقع قاعدة بيانات المصارعة الدولية (الإنجليزية)
- كازوهيتو ساكاي على موقع أوليمبيديا (الإنجليزية)